# 34583 Dmitriivavilov
34583 Dmitriivavilov è un asteroide della fascia principale. Scoperto nel 2000, presenta un'orbita caratterizzata da un semiasse maggiore pari a 2,701166 UA e da un'eccentricità di 0,155495, inclinata di 14,650262° rispetto all'eclittica.